# Lithostege grisearia
Lithostege grisearia är en fjärilsart som beskrevs av Jacob Hübner. Lithostege grisearia ingår i släktet Lithostege och familjen mätare. Inga underarter finns listade i Catalogue of Life.